# Gerontoformica
Gerontoformica (лат.) — ископаемый род муравьёв из подсемейства Sphecomyrminae. Обнаружен в бирманском (Мьянма) и шарантийском (Франция) меловых янтарях возрастом около 100 млн лет. Известно более 10 видов. Название Gerontoformica происходит от греческого слова «Geronto» (древний, старейший) и от латинского слова «formica» (муравей).

## Описание
Мелкие ископаемые муравьи (около 5 мм) с одночлениковым стебельком петиолем. Род Gerontoformica известен по более чем тридцати ископаемых образцов имаго, которые состоят из полных остатков взрослых рабочих-самок и маток. Первая окаменелость была обнаружена в виде инклюза-включения в прозрачном куске шарантийского янтаря из Франции. Считается, что янтарь образовался из смол вымерших хвойных деревьев из семейства ископаемых сосновых † Cheirolepidiaceae и, возможно, из современного семейства Araucariaceae. Палеоэкология янтаря указывает на то, что от берега до мангровых лесов климат был от субтропического до теплого умеренного, с редкими засушливыми периодами. Янтарь извлекают из месторождений, обнаженных в карьерах, дорожных сооружениях и обнажениях пляжей в Приморской Шаранте регионе прибрежной западной Франции, особенно в Аршинже. Датировка янтаря была сделана с помощью анализа пыльцы, и общепринято считать, что ему примерно 100 миллионов лет.
Большинство описанных фоссилий было найдено и описано в бирманском янтаре. Азиатские образцы были извлечены из неустановленных месторождений в Долине Хукаунг в штате Качин, на севере Мьянмы в Юго-Восточной Азии. Бирманский янтарь был датирован изотопами урана U и свинца Pb (уран-свинцовый метод) в возрасте примерно 99 миллионов лет, близкий к границе между аптом и сеноманом. Предполагается, что янтарь образовался в тропической среде около 5 ° северной широты, а смола была получена из деревьев Araucariaceae или Cupressaceae.
В 2022 году была проведена трёхмерная (3D) реконструкция почти полностью сохранившейся мягкой ткани головы мелового муравья †Gerontoformica gracilis из бирманского янтаря. Был обнаружен экземпляр этих муравьёв в качинском янтаре с почти полным сохранением внутренних структур головы. Кусок янтаря был впервые представлен Boudinot et al. (2022) и первоначально просканирован с помощью µ-компьютерной томографии из-за обнаружения сининклюзивной куколки муравья. Но предварительное изучение этих сканирований показало удивительное и превосходное сохранение внутренних структур, что побудило к дальнейшему сканированию различных частей тела с более высоким разрешением. На основании этих сканов мирмекологи смогли реконструировать почти полную анатомию головы. Из 149 морфологических признаков 87 являются новыми для данного исследования. † Gerontoformica gracilis имеет укороченные дорсальные тенториальные ветви, изогнутые в основании педицели и глоточную железу как апоморфии с другими видами общей клады Formicidae. Сохранившиеся плезиоморфии включают серповидную форму мандибыл и особенности префаринкса. Основываясь на серповидных мандибулах у †Gerontoformica и других Aculeata, авторы представили гипотезы о том, как могли развиться лопатообразные жвалы у кроновых Formicidae. Эти результаты подтверждают представление о †Gerontoformica как о «генерализованном» надземном хищнике, в котором отсутствуют важные новшества кроновых муравьёв, которые, возможно, помогли последними пережить вымирание в конце мелового периода.

## Биология и экология
Несколько образцов бирманского янтаря были описаны в статье Бардена и Гримальди 2016 года, в которой сохранилась группы рабочих Gerontoformica в ассоциации с другими беспозвоночными. Образец JZC Bu1814 содержит группу из шести взрослых особей рабочих муравьёв вида G. spiralis в ассоциации со сколебитидной осой (Scolebythidae), улиткой, крыльями двух видов скорпионниц Parapolycentropus (Mecoptera) и сцидменидным жуком (Scydmaenidae). Все рабочие были погребены в одно и то же время, и есть признаки того, что смола вытекала в течение некоторого времени после этого, отделяя верхние части мезосом рабочих и сохраняя эти структуры отдельно от остального тела муравья.
Образец янтаря JZC Bu116 имеет большее количество рабочих, чем JZC Bu1814, всего двенадцать рабочих, принадлежащих к двум родам. Одиннадцать муравьёв относятся к G. spiralis, а остальные рабочие относятся к виду аидомирмецин Haidomyrmex zigrasi. Янтарь разбит на две части. Первоначальный кусок янтаря, из которого был взят образец, вероятно, был больше, а двенадцать муравьёв — это лишь минимальное число для того, что представляла собой группа. Вместе с муравьями в янтаре сохранилось большое количество других членистоногих, в том числе несколько других семейств перепончатокрылых, кожистокрылые, прямокрылые, семь двукрылых, два паукообразных, многоножка и большой таракан. Этот таракан занимает центральное место среди четырёх муравьёв, трёх G. spriralis и рабочего H. zigrasi, что позволяет предположить, что таракан мог быть либо потенциальным источником пищи, либо тем, на кого активно охотились. Однако из-за отсутствия ориентации на таракана возможность того, что другие восемь G. spriralis были привлечены к этой добыче, неясна.

## Систематика
Включает более 10 ископаемых видов, с учётом синонимизации с ним рода Sphecomyrmodes. Род Gerontoformica впервые описан в 2004 году французскими мирмекологами Андре Нелем (André Nel); Laboratoire d’Entomologie, Национальном музее естественной истории (Париж, Франция), Жераром Перро (Gérard Perrault), и их коллегами, Винсентом Перришо (Vincent Perrichot) и Дидье Нерадю (Didier Néradeau) по типовому виду Gerontoformica cretacica.
- †Gerontoformica Nel et Perrault, 2004 (= †Sphecomyrmodes Engel et Grimaldi, 2005) — 12 видов
  - †Gerontoformica contega (Barden & Grimaldi, 2014) — бирманский янтарь (альб-сеноман, около 100 млн лет; Мьянма)[9] (=Sphecomyrmodes contegus)
  - †Gerontoformica cretacica Nel et Perrault, 2004 — шарантийский янтарь (сеноман, 100 млн)[3]
  - †Gerontoformica gracilis (Barden & Grimaldi, 2014) — бирманский янтарь (=Sphecomyrmodes gracilis)
  - †Gerontoformica magna (Barden & Grimaldi, 2014) — бирманский янтарь (=Sphecomyrmodes magnus)
  - †Gerontoformica occidentalis (Perrichot et al., 2008) — шарантийский янтарь (=Sphecomyrmodes occidentalis)
  - †Gerontoformica orientalis (Engel et Grimaldi, 2005) — шарантийский янтарь (ранний сеноман, 100 млн)[13] (=Sphecomyrmodes orientalis)
  - †Gerontoformica pilosa (Barden & Grimaldi, 2014) — бирманский янтарь (=Sphecomyrmodes pilosus)
  - †Gerontoformica robusta (Barden & Grimaldi, 2014) — бирманский янтарь (=Sphecomyrmodes rubustus)
  - †Gerontoformica rugosa (Barden & Grimaldi, 2014) — бирманский янтарь (=Sphecomyrmodes rugosus)
  - †Gerontoformica spiralis (Barden & Grimaldi, 2014) — бирманский янтарь (=Sphecomyrmodes spiralis)
  - †Gerontoformica sternorhabda Boudinot et al., 2022 — бирманский янтарь
  - †Gerontoformica subcuspis (Barden & Grimaldi, 2014) — бирманский янтарь (=Sphecomyrmodes subcuspis)
  - †Gerontoformica tendir (Barden & Grimaldi, 2014) — бирманский янтарь (=Sphecomyrmodes tendir)
  - В 2022 году таксоны в статусе nom. dub. (которые в настоящее время считаются неопознаваемыми): †G. orientalis nom. dub., †G. rugosa nom. dub. и †G. tendir nom. dub.[1]

## Этимология
Название Gerontoformica происходит от греческого слова «Geronto» (древний, старейший) и от латинского слова «formica» (муравей). Видовое название типового вида G. cretacica происходит от слова Cretaceous (меловой), так как найден в янтаре из мелового периода.